# Cololejeunea grossidens
Cololejeunea grossidens là một loài Rêu trong họ Lejeuneaceae. Loài này được (Stephani) E.W. Jones mô tả khoa học đầu tiên năm 1953.